# 慕璝
慕璝（ぼかい、生年不詳 - 436年）は、吐谷渾の首長。中国の南北両朝と通交し、南朝宋からは隴西王、北魏からは西秦王の冊封を受けた。

## 生涯
烏紇提と念氏のあいだの子として生まれた。426年、従兄で同母異父兄の阿豺（伯父の視羆の子）が死去すると、慕璝がその後を嗣いだ。429年、南朝宋に遣使して朝貢した。430年、文帝により都督塞表諸軍事・征西将軍・沙州刺史に任じられ、隴西公に封じられた。慕璝はたびたび西秦の乞伏暮末を攻撃した。ときに夏の赫連定が北魏の太武帝に敗れて西進し、431年に西秦を滅ぼした。赫連定がさらに北涼への遠征に向かおうと渡河していたところ、慕璝が吐谷渾の部衆を率いて襲撃し、赫連定を捕らえた。北魏に遣使して赫連定の身柄を引き渡すと申し出ると、慕璝は太武帝により大将軍に任じられ、西秦王に封じられた。432年、北魏に赫連定の身柄を引き渡した。慕璝は司馬の趙叙を南朝宋に遣使して朝貢した。文帝により使持節・散騎常侍・都督西秦河沙三州諸軍事・征西大将軍・西秦河二州刺史・護羌校尉に任じられ、爵位は隴西王に進められた。弟の慕利延は平東将軍、従兄で同母異父兄の樹洛干の子の拾寅は平北将軍、阿豺の子の緯代は鎮軍将軍の号をそれぞれ受けた。また以前に夏の赫連勃勃に捕らえられた者たちを送るよう文帝に依頼されると、慕璝は朱昕之らを派遣して55戸154人を送らせた。
436年、慕璝は死去し、慕利延が後を嗣いだ。北魏により慕璝は恵王の諡を受けた。

## 子女
- 元緒（北魏により撫軍将軍の号を受けた）
- 被嚢（445年に北魏の高涼王拓跋那と戦って捕らえられ、平城に送られた）

## 参考資料
- 『宋書』鮮卑吐谷渾伝
- 『魏書』吐谷渾伝
- 『北史』四夷伝下